# Henri Lelevel
Henri Lelevel, théologien français, né en 1665, à Alençon et décédé en 1705.
Il entra en 1677 dans la congrégation de l'Oratoire, d'où il sortit, au bout de quelques années, pour être gouverneur du duc de Saint-Simon. II avait fait une étude particulière de la philosophie du Père Malebranche, dont il donna des leçons à Paris.
Voici les titres de quelques-uns de ses ouvrages, qui ont tous pour objet de défendre la doctrine de don maître : 
1. la Vraie et la fausse métaphysique où l'on réfute les sentiments de Régis, avec plusieurs dissertations, etc., Rotterdam, 1694, in-12. Le P. Guigne, de l'Oratoire, en donna une édition à Lyon, et il y ajouta un petit traité de sa composition, intitulé Défense de la recherche de la vérité, contre M. Régis, suivi d'une Réfutation des répliques de. M. Régis, par M. Lelevel.
2. Le Discernement de la vraie et de la fausse morale, où l'on fait voir le faux des Offices de Cicéron, Paris, 1695, in-12 ;
3. Conférences sur l'ordre naturel et sur l'histoire, Paris, 1698 ;
4. Entretiens sur l'histoire de l'univers, jusqu'à Charlemagne, 1690 ;
5. Entretiens sur ce qui forme l'honnête homme et le savant ;
6. la Philosophie moderne, par demandes et par réponses ;
7. Réponse à la lettre du théologien défenseur de la comédie. Ce théologien était le P. Caffaro, théatin.
8. Les Sources de la vraie et de la fausse dévotion, où l'on découvre le fond de la nouvelle spiritualité et son opposition à Saint-Francois de Sales. C'est le Père Jacques Lelong qui lui attribue cet ouvrage, dans le catalogue manuscrit de la bibliothèque de l'Oratoire de Saint-Honoré.